# Réserve de zones humides Sungei Buloh
La réserve de zones humides Sungei Buloh (en anglais : Sungei Buloh Wetland Reserve (SBWR), en mandarin : 双溪 布洛 湿地保护 区, en malais : Kawasan Simpanan Alam Semulajadi Sungei Buloh) est une réserve naturelle d'une superficie de 202 hectares située au nord-ouest de Singapour. Constituée d'une mangrove, il s'agit de la première réserve de zones humides à être publiée au Journal Officiel de Singapour le 1er janvier 2002. Elle possède une importance mondiale en tant que point de passage pour les oiseaux migrateurs. Elle est gérée par le National Parks Board.

## Histoire
Auparavant inconnu du public en tant que zone naturelle, le site n'a pris de l'importance qu'à partir de 1986, lorsqu'un appel a été lancé pour conserver la zone par des membres de la Malayan Nature Society (en). Dotée d'une diversité élevée d'espèces d'oiseaux, elle comprend notamment des oiseaux migrateurs de passage provenant de Sibérie faisant route vers l'Australie pour passer l'hiver. Leur suggestion a été acceptée par le gouvernement et un site d'une superficie de  0,87 km2 a reçu le statut de parc naturel en 1989. Le Parks & Recreation Department, précurseur de l'actuel National Parks Board (en), a développé et géré le parc naturel avec une équipe d'experts. Le Wildfowl and Wetlands Trust du Royaume-Uni et le WWF faisaient partie de l'équipe. La réserve de zones humides Sungei Buloh, alors connue sous le nom de « parc naturel Sungei Buloh », a été officiellement inaugurée le 6 décembre 1993 par le premier ministre de l'époque, Goh Chok Tong. Le parc a accueilli son 100 000ème visiteur en 1994. En 1997, le parc a créé le Sungei Buloh Education Fund pour appuyer des programmes de sensibilisation à la nature. Le 10 novembre 2001, le gouvernement a officiellement annoncé que le parc bénéficierait du statut de réserve naturelle, une mesure qui protège le site contre toute destruction ou altération non autorisée. Le site a été agrandi à hauteur de 130 hectares et il a été officiellement classé le 1er janvier 2002 en tant que « réserve de zones humides Sungei Buloh ». Ainsi, elle forme l'une des quatre réserves naturelles de Singapour, avec la réserve naturelle du Labrador, la réserve naturelle de Bukit Timah et la réserve naturelle de Central Catchment. La réserve est classée au patrimoine de l'ASEAN (ASEAN Heritage Parks (en)) en 2003. En outre, elle fait partie de la zone importante pour la conservation des oiseaux de Kranji-Mandai, classée en 2012 par le BirdLife International.

## Biodiversité

### Mammifères
Les visiteurs de la réserve peuvent être en mesure de repérer la famille résidente de loutres à pelage lisse.

### Oiseaux

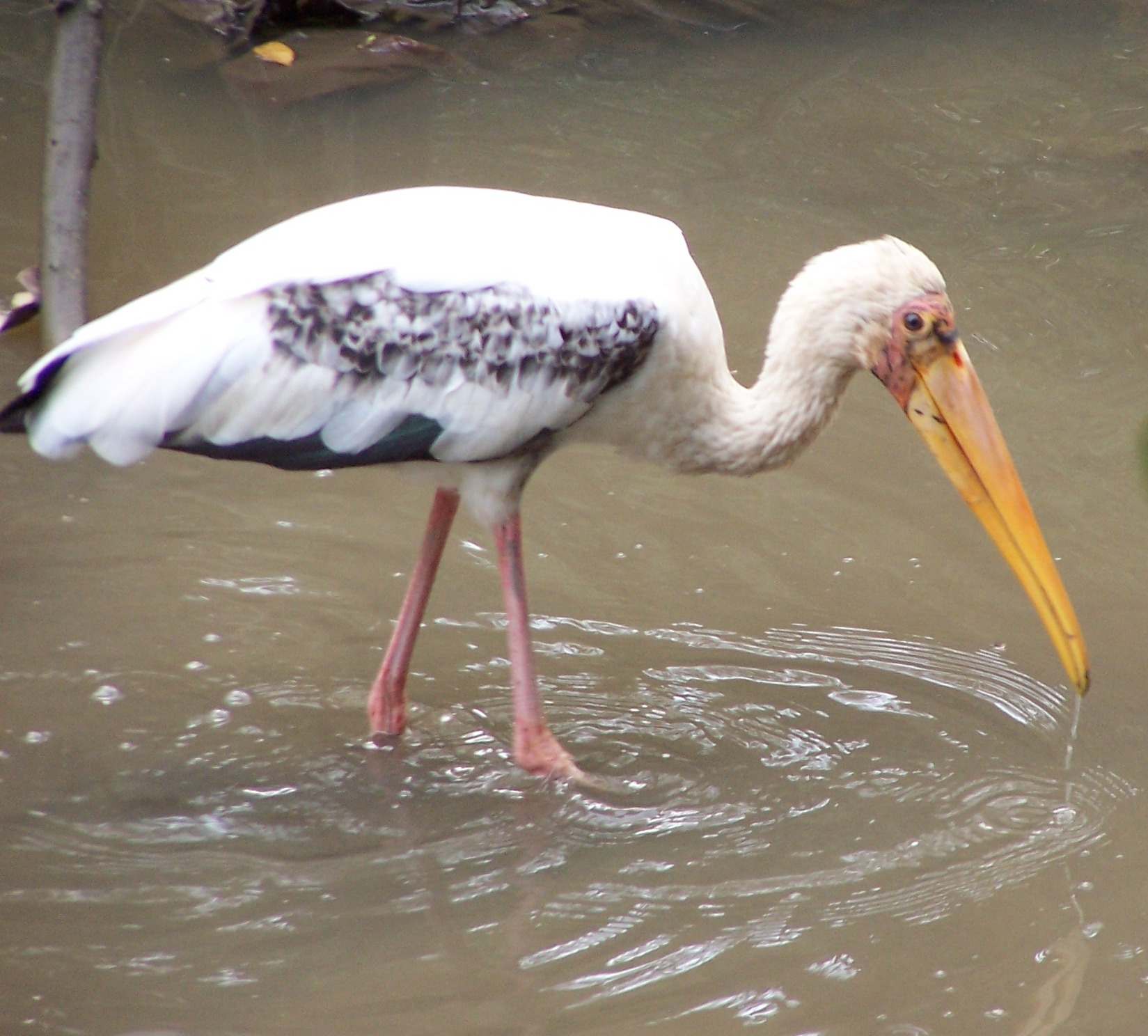
Tantale blanc

Environ 200 espèces d'oiseaux composent la réserve.   
Parmi les nombreux oiseaux qui peuvent être repérés et qui se nourrissent de vers et de mollusques, on trouve le courlis corlieu, le chevalier aboyeur, le chevalier gambette, le pluvier de Mongolie, le bécasseau cocorli, le chevalier stagnatile et le pluvier fauve, le blongios de Chine et le blongios cannelle.le dendrocygne siffleur et le tantale blanc.  La réserve abrite également des aigrettes de Chine, des aigles criards et des sternes huppées.  

### Reptiles

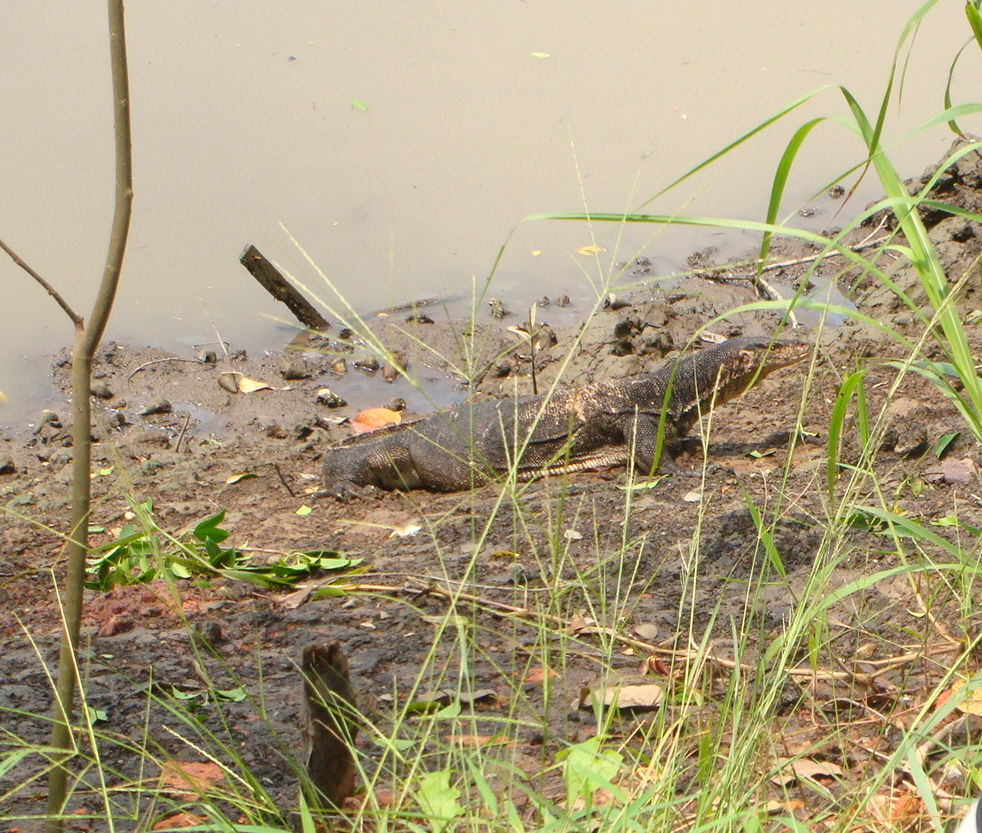
Un varan malais dans le parc.

Des crocodiles marins (Crocodylus porosus) sont parfois observés dans la réserve,. Le varan malais (Varanus salvator) est également présent.

### Poissons
Les espèces de périophthalme géant, le toxote, Episesarma sp., constituent une partie de la faune aquatique.

### Invertébrés
Parmi les invertébrés présents dans le parc, il est possible de citer la plus grande espèce de papillon en Asie du Sud-Est, le papillon de l'Atlas (Attacus atlas), situé dans la mangrove,. Il est à noter également la présence de l'écrevisse Thalassina anomala,  l'argiope mangal, Nephila pilipes et Oecophylla smaragdina.

### Flore
Parmi les espèces végétales qui composent le parc, il a été recensé les espèces suivantes : Cassine viburnifolia, Ceriops zippeliana, Sonneratia alba, Xylocarpus granatum, Dolichandrone spathacea, ainsi que le toto margot.
Des points d'observation sont disponibles dans le parc pour observer la flore et la faune des environs en toute discrétion et à distance des animaux et des oiseaux.

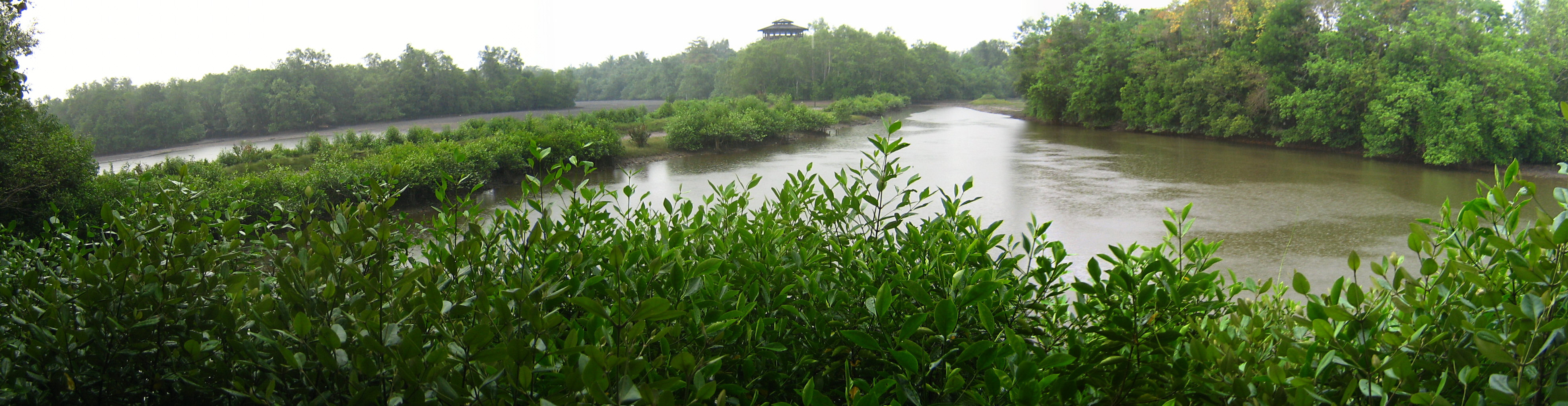
Vue de la mangrove.

## Éducation
Depuis sa création, la réserve a offert des programmes d'éducation à la nature ainsi qu'un programme de guides bénévoles pour les écoles et le grand public. Il s'agit notamment de programmes destinés aux élèves ayant des besoins spéciaux, pour les élèves du secondaire et pour les jeunes naturalistes. Beaucoup de ces programmes sont le résultat de collaboration avec des partenaires tels que le British Council et le ministère de l'Éducation. La réserve distribue du matériel éducatif tel que des ateliers, un guide et un magazine triennal (Wetlands), pour enrichir davantage les étudiants et le public. Chaque année, la réserve naturelle reçoit plus de 400 visites scolaires organisées. Le 25 août 2007, un parcours d'apprentissage sans fil a été lancé dans la réserve naturelle de Sungei Buloh. La nouvelle initiative qui intègre la technologie à l'éducation à la nature était un partenariat entre le ministère de l'Éducation (Singapour) (MOE), l'Infocomm Development Authority de Singapour (IDA) et une entreprise du secteur privé. La réserve naturelle de Sungei Buloh a été le premier parc de Singapour à utiliser une telle méthode d'apprentissage. 

## Projets
Dévoilé en 2008, le plan directeur de la SBWR a été conçu en collaboration avec les principaux acteurs et partenaires pour renforcer la conservation de la biodiversité de la zone, tout en permettant à davantage de visiteurs de découvrir le site. Pour équilibrer l'impact des visiteurs et de l'homme sur la riche biodiversité de la réserve, la réserve de zones humides Sungei Buloh a été répartie par zones d'activité (élevée, moyenne et faible), avec des programmes pour répondre aux différents groupes de visiteurs, de niveau débutant à expert. L'extrémité ouest des marais SBWR et Kranji ont été respectivement classés en zones d'activité faible et moyenne. Au cours des prochaines années, l'extrémité ouest de la SBWR sera sensiblement améliorée pour servir de zone d'apprentissage à faible activité. D'ici la fin de 2017, des sentiers de nature relieront la réserve actuelle à la Cashin House (en), qui pourrait servir d'installation pour des groupes organisés, des chercheurs et des bénévoles. Les autorités de conservation et les experts compétents seront consultés afin de maintenir l'intégrité du patrimoine historique de la Cashin House, le bâtiment conservera sa structure architecturale existante.